# Ruda Godowska
Ruda Godowska – wieś w Polsce położona w województwie lubelskim, w powiecie opolskim, w gminie Opole Lubelskie.
W latach 1975–1998 miejscowość administracyjnie należała do ówczesnego województwa lubelskiego.
Wieś wraz z Rudą Maciejowską stanowi sołectwo Ruda Godowska – Ruda Maciejowska gminy Opole Lubelskie. Według Narodowego Spisu Powszechnego z roku 2011 wieś liczyła 110 mieszkańców.
Wierni Kościoła rzymskokatolickiego należą do parafii Trójcy Świętej i Narodzenia Najświętszej Maryi Panny w Chodlu.